# Барнетт (Міссурі)
Барнетт (англ. Barnett) — місто (англ. city) в США, в окрузі Морган штату Міссурі. Населення — 158 осіб (2020).

## Географія
Барнетт розташований за координатами 38°22′39″ пн. ш. 92°40′28″ зх. д. / 38.37750° пн. ш. 92.67444° зх. д. (38.377408, -92.674581).  За даними Бюро перепису населення США в 2010 році місто мало площу 0,71 км², уся площа — суходіл.

## Демографія
Згідно з переписом 2010 року, у місті мешкали 203 особи в 81 домогосподарстві у складі 56 родин. Густота населення становила 287 осіб/км².  Було 96 помешкань (136/км²).
Расовий склад населення:
| - 93,6 % — білих - 3,4 % — корінних американців - 0,5 % — азіатів |

До двох чи більше рас належало 2,5 %. Частка іспаномовних становила 3,4 % від усіх жителів.
За віковим діапазоном населення розподілялося таким чином: 23,6 % — особи молодші 18 років, 62,1 % — особи у віці 18—64 років, 14,3 % — особи у віці 65 років та старші. Медіана віку мешканця становила 44,1 року. На 100 осіб жіночої статі у місті припадало 123,1 чоловіків;  на 100 жінок у віці від 18 років та старших — 109,5 чоловіків також старших 18 років.
Середній дохід на одне домашнє господарство  становив 25 294 долари США (медіана — 22 500), а середній дохід на одну сім'ю — 32 175 доларів (медіана — 24 500). За межею бідності перебувало 45,4 % осіб, у тому числі 43,8 % дітей у віці до 18 років та 27,8 % осіб у віці 65 років та старших.
Цивільне працевлаштоване населення становило 61 осіб. Основні галузі зайнятості: фінанси, страхування та нерухомість — 13,1 %, роздрібна торгівля — 11,5 %, будівництво — 8,2 %, мистецтво, розваги та відпочинок — 6,6 %.